# Ouche (struga w Aveyron)
Ouche – struga we Francji, przepływająca przez teren departamentu Aveyron. Ma długość 9,9 km. Stanowi prawy dopływ rzeki Lot.

## Geografia
Ouche swoje źródła na terenie gminy Saint-Félix-de-Lunel, w pobliżu osady Lunel, na północ od wzniesienia Pic de Kaymard. Generalnie płynie w kierunku północno-zachodnim aż do ujścia w Conques.
Ouche w całości płynie na terenie departamentu Aveyron, w tym 3 gmin (stan na 2013 rok): Saint-Félix-de-Lunel (źródło), Sénergues i Conques (ujście).

## Dopływy
Ouche ma jeden nazwany dopływ – ruisseau des Gazannes.